# 源氏鶏太
源氏 鶏太（げんじ けいた、1912年〈明治45年〉4月19日 - 1985年〈昭和60年〉9月12日）は、日本の小説家。富山市出身。旧制富山商業学校（現・富山県立富山商業高等学校）卒。本名、田中富雄。
住友合資会社勤務の傍ら小説を書き始め、『英語屋さん』ほか2編で直木賞受賞。『三等重役』『停年退職』『天上大風』など、長いサラリーマン生活からの体験に基づいたユーモア小説で人気を博した。戦後の昭和を代表するベストセラー作家の一人である。映画化された作品も多い。晩年は幽霊物を多く書いた。
ペンネームの由来は「平家より源氏が好きなこと」と「『鶏』という字が好きで、『鶏太』とすると、昔の武士の名前のようになる」という理由。長男の田中継根はロシア文学研究者で東北大学名誉教授。

## 略歴・人物
父は富山の置き薬売りで、家庭は豊かではなかった。7人兄弟の末っ子だったが、兄・姉たちとは年がはなれており、源氏が物心つく頃には兄・姉たちは家を出ていたため、母と2人で暮らす。富山商業学校時代は、中山輝に師事して詩を書いていた。詩誌『新詩脈』の同人には、友人で詩人の川口清がいた。
1930年、大阪の住友合資会社（1937年に住友本社に改組）に入社し、経理課長代理まで昇進した。戦後の財閥解体時は、GHQからの指示で、住友本社の清算事務を担当した。その後は、泉不動産（現・住友不動産）で総務部次長を務め、サラリーマン時代はずっと経理畑を歩んだ。そのため、後に作家専業になった際に「数字に強い」と、日本文芸家協会の経理担当を長らく務めることになった。なお、住友の大先輩に重役の川田順がおり、「副業で小説を書いていることで、社内で文句を言われたら、自分のところにきてくれればいいよ」と励まされたという。
先に大阪に住んでいた、やはり文学青年だった長兄の影響で、就職後に小説を書くようになる。
戦前は「副収入」も兼ねて様々な雑誌の懸賞小説に応募した。その頃は、投稿のたびにペンネームを変えており、1934年、花田春樹名義で発表した「村の代表選手」が『報知新聞』のユーモア小説を受賞し、初めて活字になる。翌年、源氏鶏太のペンネームで「あすも青空」を「サンデー毎日」に応募し、佳作入選する。また、『婦人公論』が「女性に限る」として詩を募集した時は、偽った女性名のペンネームで応募し、入選したこともある。
1944年6月に海軍に召集され、舞鶴防衛隊に配置される。のち、無線教育を受け、1945年6月には特設駆潜艇第七富久川丸に電探兵として乗り込み、終戦を迎えた。
戦後は、会社の給料のみで暮らしていけなくなったため、さらに本腰を入れて小説を書く。ペンネームも「源氏鶏太」に固定して、1947年に短編「たばこ娘」を『オール讀物』に発表した。これは、たばこにマニアックにこだわる男を描いた作品だった。1948年には『大阪新聞』に初の長編『女炎すべなし』を連載、同年に最初の単行本として刊行される。
また、大阪文壇に大きな力を持っていた藤沢桓夫に対抗して作られた、作家集団「在阪作家倶楽部」に参加し、長谷川幸延、宇井無愁、茂木草介、京都伸夫らを知る。
1948年、宇野千代が社長だったスタイル社が創刊した『スタイル読物版』に、初の「サラリーマン小説」である『浮気の旅』を発表する。この作品は好評で、日本文芸家協会編の『現代小説選集』にも収録された。以後、それまで日本文壇でほとんど書かれたことがなかった「サラリーマンの人生の悲喜劇を描いた小説」である、サラリーマン小説を書き続けるようになる。1948年12月、住友の子会社「泉不動産」の総務部次長として東京に赴任。
1950年には、サラリーマン小説「随行さん」「目録さん」「木石にあらず」で、上半期・下半期の直木賞候補になる。そして、1951年「英語屋さん」他で第25回直木賞を受賞する。同作は、通訳専門の嘱託社員として採用された、通称「英語屋さん」と他の社員たちとの交流を描いた短編小説で、実際に住友社内にモデルとなる人物がいた。以降も、ユーモアあふれるサラリーマン物の小説を多数発表し、「サラリーマン小説の第一人者」と呼ばれた。
1956年、作家に専念するため、勤続25年目で会社を退職した。1958年より直木賞選考委員を務めた。
初期・中期の作品は、大半が映画化またはドラマ化されており、映画化作品は80作を超えている。特に、GHQにより戦前よりの会社の重役陣が退社させされ、本来重役になるべきではない人物たちがサラリーマン重役になったという連作短編集『三等重役』は、「三等重役」という言葉自体を流行させるほどの反響を呼んだ。河村黎吉が社長役、森繁久彌が人事課長役で1952年に東宝により映画化もされ、ヒット作となった。この映画は、河村が死去したために森繁が社長役となって「社長シリーズ」としてシリーズ化され、東宝のドル箱映画となった。源氏は1961年に、東宝の監査役に就任している。また、1955年に発表された『七人の孫』も、森繁主演でテレビドラマ化され、人気を博した。
中野実などのユーモア小説の流れを汲んで、軽妙な筆致で恋愛を描き、1961年に『婦人公論』に連載された「御身」は、金で買われることから始まった男女関係が恋愛に結実するまでを描いて、当時の独身男女の「恋愛至上主義」に鋭い批判を突きつけた。
1970年代頃からは、従来のユーモア物に物足りなさを感じてブラック・ユーモアを志向し、会社内に恨みをもったサラリーマン幽霊が現れる小説など「幽霊もの」「妖怪もの」を多く発表した。
1971年『幽霊になった男』『口紅と鏡』などの作品で吉川英治文学賞を受賞。ユーモアとペーソスの裏に潜むニヒリズムが前面に出てきたとも評価された。
戦争中に海軍に所属していたことから、池島信平と十返肇が創設した「文人海軍の会」の会員だった（他の会員は阿川弘之、豊田穣など）。
1958年より務めた直木賞選考委員を1984年に退任し、翌年の1985年9月12日、肺炎に脳血栓を併発し、東京厚生年金病院で死去。73歳没。

## エピソード
- 富山商業学校時代は、品行方正で人望もあったため、聖人と呼ばれていた。卒業直前、校則の厳しさに反発した学生たちがストライキを決行しようと考えたが、会社の内定が取り消されてしまうと考えた源氏は、やめるよう説得して回った。そのため、同級生からは白い目で見られたという。
- 「英語屋さん」はペーソスあふれるユーモラスな作品となっているが、モデルとなった実在の人物は狷介な人柄で、社内で敬遠される有名な「名物男」であった。彼は、源氏が「自分をモデルとして小説を書いた」と知ると、好意的な人物に描かれている小説を読みもせずに怒り狂った。だが、のちにこの小説が直木賞を受賞すると「オレのおかげで、あいつは直木賞をとれたんだ」と上機嫌になったという。
- 1975年に刊行された『わが文壇的自叙伝』では、「自分の作品で死後、読まれるものがあるだろうか」と懸念している。
- 『家庭の事情』がTBS系列愛の劇場『家に五女あり』としてドラマ化され、2007年9月から10月まで放送された。
- 壺井栄、井上靖、中野重治らとともに長野県軽井沢町の上ノ原地区に別荘を構え、「上ノ原文士村」と呼ばれた[3]。

## 受賞・栄典
- 1935年 『あすも青空』でサンデー毎日大衆文芸欄佳作
- 1951年 『英語屋さん』などで第25回直木賞
- 1968年 『口紅と鏡』「幽霊になった男」で第5回吉川英治文学賞
- 1976年 紫綬褒章[4]
- 1982年 勲三等瑞宝章

## 主な作品
- 『ホープさん』文藝春秋新社、1951年 - 同年映画化、主演小林桂樹、監督山本嘉次郎、東宝
- 『初恋物語』春陽文庫、1951年
- 『三等重役』毎日新聞社、1951年、のち新潮文庫 - 1952年映画化、主演森繁久彌、監督春原政久、東宝
- 『向日葵娘』小説朝日社、1952年、のち角川文庫 - 1953年映画化、主演有馬稲子、監督千葉泰樹、東宝
- 『幸福さん』毎日新聞社、1953年、のち角川文庫 - 1953年映画化、主演三津田健、監督千葉泰樹、東宝
- 『鶏太ざんげ録』要書房、1953年
- 『明日は日曜日』春陽堂書店、1953年 - 1952年映画化、主演菅原謙二、監督佐伯幸三、大映
- 『鶴亀先生』新潮社、1953年 - 1954年映画化、主演上原謙、監督青柳信雄、新東宝
- 『丸ビル乙女』東方社、1954年
- 『火の誘惑』東方社、1954年 のち角川文庫
- 『英語屋さん』東方社、1954年 のち角川文庫
- 『坊つちやん社員』大日本雄弁会講談社（ロマン・ブックス）、1955年 - 1954年映画化、主演小林桂樹、監督山本嘉次郎、東宝
- 『奥様多忙』大日本雄弁会講談社、1955年 のち文庫 - 1955年映画化、主演大坂志郎、監督穂積利昌、松竹京都撮影所
- 『鬼の居ぬ間』新潮社、1955年 のち文庫 - 1956年映画化、主演森繁久彌、監督瑞穂春海、東京映画
- 『七人の孫』東方社、1955年 のち角川文庫 - 1964年ドラマ化、主演森繁久彌
- 『春風駘蕩』東方社、1955年
- 『見事な娘』大日本雄弁会講談社（ロマン・ブックス）、1956年 - 1956年映画化、主演司葉子、小林桂樹、監督瑞穂春海、東宝
- 『天上大風』新潮社、1956年 のち文庫 - 1956年映画化、主演池部良、監督瑞穂春海、東宝
- 『大安吉日』毎日新聞社、1956年 - 1957年映画化、主演小林桂樹、監督筧正典、東宝
- 『源氏鶏太サラリーマン文庫』第1-13 学風書院、1955年-1956年
- 『青春をわれらに』大日本雄弁会講談社（ロマン・ブックス）、1957年 - 1956年映画化、主演伊藤雄之助、監督春原政久、日活
- 『たばこ娘』角川書店、1957年
- 『青空娘』東方社、1957年 のち春陽文庫・講談社文庫・ちくま文庫（若尾文子主演で映画化、増村保造監督、大映）
- 『源氏鶏太作品集』第1-12 新潮社、1957年-1958年
- 『重役の椅子』大日本雄弁会講談社、1957年 のち新潮文庫 - 1958年映画化、主演池部良、監督筧正典、東宝
- 『娘の中の娘』講談社、1958年 のち講談社文庫1980年 - 1958年映画化、主演美空ひばり、高倉健、監督佐伯清、東映
- 『鏡』新潮社、1958年 のち文庫
- 『源氏鶏太青春小説選集』第1-13巻 桃源社、1959年-1960年
- 『最高殊勲夫人』講談社、1959年 - 若尾文子主演で映画化、増村保造監督、大映
- 『大願成就』角川書店、1959年 - 1959年映画化、主演高橋貞二、監督生駒千里、松竹大船撮影所
- 『新・三等重役』毎日新聞社、1959年 のち新潮文庫 - 1959年映画化、主演森繁久彌、監督筧正典、東宝
- 『麗しきオールド・ミス』春陽堂文庫出版、1959年
- 『天下を取る』講談社、1960年 - 1960年映画化、主演石原裕次郎、監督牛原陽一、日活
- 『若い仲間』集英社、1960年 - 1961年映画化、主演本郷功次郎、監督島耕二、大映東京撮影所
- 『天下泰平』東方社、1961年 - 1955年映画化、主演三船敏郎、監督杉江敏男、東宝
- 『青年の椅子』講談社、1961年 - 1962年映画化、主演石原裕次郎、監督西河克己、日活
- 『堂々たる人生』集英社、1961年 - 1961年映画化、主演石原裕次郎、監督牛原陽一、日活
- 『昨日・今日・明日』講談社、1962年 のち角川文庫
- 『男性無用』新潮社、1962年 - 1964年ドラマ化
- 『御身』中央公論社、1962年 のち角川文庫 - 1962年映画化、主演叶順子、監督島耕二、大映東京撮影所
- 『男と女の世の中』新潮社、1962年 のち文庫 - 1962年映画化、主演船越英二、監督島耕二、大映東京撮影所
- 『悲喜交々』文藝春秋新社、1962年 のち角川文庫
- 『源氏鶏太自選作品集』第1-9 講談社（ロマン・ブックス）、1963年
- 『停年退職』朝日新聞社、1963年 のち新潮文庫、河出文庫
- 『二十四歳の憂欝』講談社、1963年
- 『東京一淋しい男』文藝春秋新社、1963年
- 『流れる雲』毎日新聞社、1964年
- 『銀座立志伝』集英社、1964年
- 『源氏鶏太全集』全43巻 講談社、1965年
- 『意気に感ず』講談社、1965年 - 1965年映画化、主演小林旭、監督斎藤武市、日活
- 『女の顔』新潮社、1966年
- 『若い海』講談社、1966年
- 『ボタンとハンカチ』中央公論社、1966年 のち角川文庫
- 『人生感あり』文藝春秋、1966年 のち集英社文庫
- 『天上天下』集英社、1967年
- 『東京物語』集英社、1967年
- 『夫婦の設計』講談社、1968年
- 『掌の中の卵』新潮社、1968年 のち文庫
- 『歌なきものの歌』新潮社、1969年 のち文庫
- 『他人の女房』集英社、1969年
- 『幽霊になった男』講談社、1970年
- 『口紅と鏡』新潮社、1970年 のち文庫
- 『ずこいきり』新潮社、1972年 のち文庫
- 『艶めいた遺産』集英社、1972年 のち文庫
- 『源氏鶏太自選作品集』全20巻 講談社、1972年-1974年
- 『東京の幽霊』文藝春秋、1974年
- 『怨と艶』集英社、1975年
- 『わが文壇的自叙伝』集英社、1975年
- 『時計台の文字盤』新潮社、1975年 のち文庫
- 『私にはかまわないで』集英社、1975年 のち文庫
- 『永遠の眠りに眠らしめよ』集英社、1977年 のち文庫
- 『招かれざる仲間たち』新潮社、1979年 のち文庫
- 『わたしの人生案内』集英社、1982年 のち中公文庫
- 『日日哀歓』実業之日本社、1982年 のち新潮文庫
- 『肝大なり』東京文藝社、1982年

## 参考資料
- 『わが文壇的自叙伝』集英社、1975年

## 註
1. ↑  「源氏鶏太自選作品集　第12巻」の前書きより
2. ↑  三等重役、デジタル大辞泉、小学館、コトバンク、2009年11月13日閲覧。
3. ↑  桐山秀樹, 吉村祐美『軽井沢という聖地』NTT出版、2012年、96頁。ISBN 9784757150812。
4. ↑  輝く一筋の精進 紫綬・藍綬・黄綬褒章の受章者決まる 源氏鶏太さんら89人『朝日新聞』1976年（昭和51年）10月27日夕刊、3版、8面